# Henryk XI legnicki
Henryk XI (ur. 23 lutego 1539 w Legnicy, zm. 3 marca 1588 w Krakowie) – książę legnicki z dynastii Piastów. Syn księcia legnickiego Fryderyka III i Katarzyny, córki księcia Meklemburgii Henryka V. Mąż Zofii Hohenzollern, córki margrabiego Ansbach i księcia karniowskiego Jerzego Hohenzollerna (syna Fryderyka Starszego i Zofii Jagiellonki).

## Młodość
Henryk XI – pierworodny syn Fryderyka III i Katarzyny meklemburskiej – urodził się 23 lutego 1539 na zamku w Legnicy. W młodości był świadkiem, jak jego ojciec na mocy postanowienia cesarza Karola V Habsburga został odsunięty od rządów. Decyzja cesarska była podyktowana nielojalnym zachowaniem Fryderyka III, który dołączył do antyhabsburskiej koalicji protestanckich książąt Rzeszy, a na dodatek pojawił się na dworze zaprzysięgłego wroga Habsburgów, popierającego tę koalicję, króla Francji Henryka II. Ponieważ Henryk liczył zaledwie dwanaście lat, do administrowania księstwem legnickim wyznaczeni zostali regenci: cesarski namiestnik Śląska i biskup wrocławski Baltazar von Promnitz oraz książę brzeski (brat Fryderyka III) Jerzy II, na dworze którego Henryk spędził kilka lat, pobierając nauki, jednakże studiów uniwersyteckich już nie podjął. Po abdykacji cesarza Karola V Fryderyk III w 1556 lub 1557 r., po złożeniu obietnicy posłuszeństwa i lojalności nowemu cesarzowi Ferdynandowi I, odzyskał władzę w księstwie legnickim.

## Książę legnicki
27 października 1559 Fryderyk III decyzją cesarza Ferdynanda I został po raz kolejny odsunięty od rządów. Ponieważ Henryk XI był już pełnoletni, to on, a nie jak osiem lat wcześniej jego stryj, Jerzy II, w Boże Narodzenie tego samego roku objął panowanie w księstwie legnickim. Natomiast Fryderyk III został uwięziony w areszcie domowym, w którym przebywał przez jedenaście lat, aż do śmierci 15 grudnia 1570.
Henryk XI odziedziczył po ojcu księstwo, którego finanse znajdowały się w tragicznym stanie. Po rządach Fryderyka III pozostał dług w wysokości 80 tys. talarów. Henryk XI zamiast ten dług sukcesywnie spłacać, przewyższył marnotrawstwem swego ojca, pozostawiając na koniec swego panowania zadłużenie sięgające 700 tys. talarów.
Książę legnicki usiłował zdobyć środki na spłatę swoich rosnących zobowiązań od stanów swej dzielnicy. W 1567 r. zaproponował im w zamian za 120 tys. talarów zrzeczenie się tzw. przywileju głogowskiego, który dawał panującemu prawo zajmowania lenna bezdzietnie zmarłego wasala. Jednakże pomysł ten nie został zaakceptowany. Natomiast 24 grudnia 1571 na zjeździe stanów księstwa legnickiego Henryk XI usiłował skłonić poddanych do spłacenia książęcych długów, ofiarowując pod zastaw własne dobra i kosztowności. Deklarował także oddanie ich w zamian za stałą pensję, zapewniające utrzymanie na odpowiadającym jego pozycji społecznej poziomie. Wobec nieprzyjęcia książęcych propozycji Henryk XI uwięził przedstawicieli stanów i trzymał ich w niewoli, dopóki nie podpisali zgody na zapłacenie ogólnostanowego podatku w wysokości ok. 66 tys. talarów. Po odzyskaniu wolności przedstawiciele stanów wystosowali do cesarza Maksymiliana II skargę na księcia legnickiego. Habsburg wyznaczył specjalną komisję do zbadania tej sprawy.

## W Rzeszy
W marcu 1575 Henryk XI, chcąc uspokoić sytuację w księstwie i odpocząć od trudów rządzenia, wyruszył w podróż po krajach Rzeszy. W czasie jego nieobecności księstwem legnickim miał administrować jego młodszy brat, Fryderyk IV, który już w grudniu 1571 został dopuszczony przed brata do współrządów, jednakże cały czas pozostawał pod jego kuratelą. W trwającej trzy lata wyprawie Henryk XI odwiedził m.in.: Pragę (gdzie 22 września 1575 brał udział w uroczystościach koronacyjnych Rudolfa II na króla Czech), Wormację, Ratyzbonę, Augsburg, Heidelberg, Moguncję, Spirę, Ingolstadt, ponownie Pragę, Cieszyn, Norymbergę, Strasburg, Frankfurt nad Menem, Kolonię i Lipsk. W tym czasie Henryk XI gościł na dworach licznych książąt niemieckich.
Przebywając w Palatynacie Reńskim, wstąpił na służbę u księcia Ludwika I Kondeusza, który werbował siły hugenotów do starcia z nowym katolickim królem Francji (i byłym królem Polski) Henrykiem III Walezym. Za otrzymane od niego pieniądze legnicki Piast zebrał blisko 9000 żołdaków. Sam pod komendą 4000 wyruszył do Lotaryngii, lecz w niedługim czasie musiał się wycofać. Kiedy jego suweren, cesarz Maksymilian II, dowiedział się o jego zaangażowaniu w walki we Francji, nakazał mu porzucenie służby. Jednakże książę legnicki nie posłuchał cesarskiego rozkazu, gdyż trwając przy boku Kondeusza, otrzymywał stały żołd. W maju 1576 wraz z podpisaniem pokoju w Bealieu, kończącego tzw. piątą wojną religijną, zakończyła się służba Henryka XI u francuskiego księcia. Nie otrzymując już wojskowego wynagrodzenia, wkrótce stracił wszystkie środki do życia. Zaczął zaciągać długi i tak długo żył z uzyskanych pożyczek, dopóki wszyscy potencjalni wierzyciele nie spostrzegli, że nie mogą liczyć na zwrócenie pożyczonych mu pieniędzy. Wówczas – wiosną 1577 – postanowił wrócić do swego księstwa. W sumie trzyletnia wyprawa Henryka XI do Rzeszy kosztowała 32 tys. talarów.

## Powrót na Śląsk
Podczas gdy Henryk XI walczył po stronie hugenotów we Francji, Fryderyk IV postanowił wykorzystać ten moment, aby uwolnić się spod kurateli brata. Zwrócił się więc do cesarza Maksymiliana II z prośbą o dokonanie podziału ojcowizny. Specjalni komisarze na mocy cesarskiego dekretu z 13 marca 1576 w następnym miesiącu, 17 kwietnia 1576, ustanowili go panem Legnicy. Fryderyk IV zobowiązany został do zapewnienia rodzinie Henryka XI, która pozostała na Śląsku, opieki, zaś jemu samemu miał co tydzień przekazywać deputat w gotówce i żywności. Jednocześnie na 29 września 1577 wyznaczony został termin dokonania podziału księstwa. Jednakże nie doszło do niego, gdyż 12 października 1576 zmarł cesarz Maksymilian II, a nowy cesarz Rudolf II chciał ponownie zbadać sprawę.
Z powodu zobowiązania się Fryderyka IV do spłaty długów brata i ojca jego rządy cechowały rozwaga, gospodarność i oszczędność do granic skąpstwa. Ten styl rządów nie podobał się możnym i szlachcie księstwa, przyzwyczajonych do rozrzutności poprzednich władców. Z tego powodu z entuzjazmem powitali powracającego 9 listopada 1577 z podróży do Rzeszy Henryka XI, puszczając w niepamięć dawne urazy. Przed Henrykiem XI otworzyła się szansa odzyskania władzy w Legnicy, tym większa iż rok wcześniej nieprzychylnie do niego nastawionego Maksymiliana II zastąpił na cesarskim tronie Rudolf II, w którego koronacji na króla Czech Henryk XI uczestniczył w 1575 r.
Jednakże nie mogąc doczekać się rozstrzygnięcia przeciągającego się sporu o ojcowiznę, Henryk XI opanował zamek w Grodźcu, skąd zaczął nękać okoliczne wsie, kupców, a także włości brata. Obronny charakter bazy wypadowej i zgromadzony w niej zapas amunicji uniemożliwiały Fryderykowi IV rozprawienie się z bratem. Proceder ten, pomimo prób mediacji, trwał kilka miesięcy – do momentu, kiedy niespokojnemu Piastowi znudziło się zbójeckie życie. Zamek oddał w ręce hrabiego Zedlitza, a sam 16 listopada 1578 udał się w ponowną podróż do Rzeszy, odwiedzając Halle, Berlin i Rostock.
W tym czasie jego żona, Zofia Hohenzollern, usilnie zabiegała na dworze cesarza Rudolfa II o restytucję męża. 5 października 1580 cesarz wydał korzystny dla starszego z braci wyrok, anulując postanowienie z 17 kwietnia 1576. Bracia mieli wspólnie współrządzić księstwem legnickim. Henryk XI miał rezydować w Legnicy, zaś Fryderyk IV musiał się wyprowadzić do Chojnowa. 28 października 1580 odbył się uroczysty wjazd Henryka XI do Legnicy.
Książę legnicki nadal zachowywał się niesubordynowanie wobec swego suwerena. Pomimo upłynięcia kilku miesięcy od ogłoszenia cesarskiego wyroku Henryk XI nie złożył koniecznego hołdu lennego, a także nie uczestniczył w sejmach śląskich. Doprowadziło to do prewencyjnej wyprawy zbrojnej na Legnicę, którą 7 czerwca 1581 poprowadził cesarski namiestnik Śląska i biskup wrocławski Marcin Gerstmann. Jednakże uczestnikom wyprawy nie udało się zdobyć miasta przez zaskoczenie, gdyż Henryk XI zawczasu ściągnął do Legnicy posiłki z innych miast. Przystąpiono zatem do pertraktacji, w wyniku których Henryk XI zgodził się złożyć hołd lenny na ręce księcia ziębickiego Karola II, a także stawić się przed cesarzem w Pradze w lipcu 1581.
Na dwór praski książę legnicki przybył 9 lipca 1581. Jednakże na audiencję u Rudolfa II musiał czekać miesiąc. Ten zamiast wypowiedzenia słów wybaczenia wydał surowy wyrok. Henryk XI został aresztowany i stracił władzę w księstwie na rzecz brata, który ponownie został zobowiązany do zapewnienia rodzinie uwięzionego księcia opieki, a jemu samemu wypłacania cotygodniowego deputatu w wysokości 30 talarów. Pierwszy rok niewoli Henryk XI spędził na zamku na Hradczanach, kolejne trzy na zamku we Wrocławiu, skąd wiosną 1585 z powodu grasującej w mieście zarazy został przewieziony do Świdnicy. Stamtąd 30 września 1585, upiwszy strażników, zdołał uciec. W pościg za nim ruszyły oddziały nowego biskupa wrocławskiego Andrzeja Jerina i księcia brzeskiego Jerzego II. Nie przyniósł on powodzenia, Henryk XI po czterech dniach przedzierania się przez lasy przedostał się do Polski, w której pozostał do końca życia.

## Pobyt w Polsce
Henryk XI miał bardzo dobre kontakty z Polską. Wynikały one z rodzinnych powiązań – jego dziad, Fryderyk II, najpierw poślubił Elżbietę Jagiellonkę, a następnie Zofię Hohenzollern (córkę Zofii Jagiellonki), zaś brat Fryderyka II, Jerzy I, pojął za żonę Annę pomorską, córkę innej Jagiellonki, Anny. Zygmunt II August miał nawet protegować na swojego następcę ojca Henryka XI, Fryderyka III. W 1569 r. legnicki Piast, korzystając z zaproszenia Jagiellona, uczestniczył w sejmie w Lublinie, na którym została zawarta unia lubelska. W drodze na sejm był chętnie przyjmowany przez magnatów polskich, wśród których zjednywał sobie przyjaciół. Na spotkaniu z Zygmuntem II Augustem w Lublinie podarował polskiemu monarsze dwa lwy oraz cenne klejnoty. Wyprawa do Polski przyniosła księciu legnickiemu niewątpliwy splendor, jednakże również wiele kosztowała – 24 000 talarów i niechęć dworu cesarskiego.
W styczniu 1575 Henryk XI uczestniczył w Poznaniu w pogrzebie biskupa poznańskiego Adama Konarskiego, z którego młodszym bratem, Janem, łączyły go przyjacielskie stosunki. Zaś latem tego samego roku przybył do Krakowa, próbując zjednać poparcie do własnej kandydatury na króla Polski.
Po ucieczce Henryka XI do Polski zarówno cesarz Rudolf II jak i książę brzeski Jerzy II bezskutecznie usiłowali przekonać króla Polski Stefana Batorego do wydania zbiega. Legnicki Piast po okresie gościny w majątku marszałka wielkiego koronnego Andrzeja Opalińskiego wybrał się w podróż po kraju swoich przodków. Gościł w Kruszwicy, Łowiczu, Warszawie. Następnie udał się do Grodna, gdzie przy boku Stefana Batorego pozostał trzy tygodnie. Na koniec swej wyprawy udał się do Królewca, by odwiedzić odsuniętego od rządów swego krewnego, Albrechta Fryderyka Hohenzollerna.
W czasie elekcji w 1586 r. popierał kandydaturę księcia szwedzkiego Zygmunta Wazy. Udał się nawet z poselstwem do Sztokholmu jako osobisty wysłannik królowej Polski Anny Jagiellonki, której życzliwość zdążył sobie w krótkim czasie zaskarbić. W niedługim czasie Piastowi udało się nawiązać przyjacielskie stosunki z królem elektem, który obiecał mu podjęcie wszelkich dyplomatycznych starań w celu odzyskania dla niego dzielnicy ojca. 9 grudnia 1587 Henryk XI uczestniczył w koronacji Zygmunta III Wazy na króla Polski.

## Śmierć
Henryk XI zmarł niespodziewanie 3 marca 1588 w Krakowie. Prawdopodobnie został otruty na polecenie dworu habsburskiego. Wiele problemów sprawił pogrzeb księcia, który do końca życia pozostał luteraninem. Zygmunt III Waza zwrócił się do jego córek i brata z prośbą o odebrania ciała i pochowania go w Legnicy. Jednakże plany te pokrzyżował sprzeciw cesarza Rudolfa II, który nie zgodził się, aby ciało niesubordynowanego wobec niego poddanego spoczęło w jego państwie. Tymczasowo książęca trumna została złożona u franciszkanów w Krakowie, którzy w zamian za przyjęcie ciała protestanta na pewien czas zażądali sowitej zapłaty i zapewnienia, że wkrótce ciało księcia legnickiego zostanie od nich zabrane. Wobec niewywiązania się książęcej rodziny z żadnej z obietnic po upływie kilku miesięcy trumna z ciałem Henryka XI została wystawiona wprost na ulicę. Ostatecznie książę legnicki staraniem cechu białoskórników, do którego należało wielu Ślązaków, 9 listopada 1588 spoczął w chórze należącej do cechu kaplicy przy kościele Nawiedzenia Najświętszej Maryi Panny na Piasku.

## Małżeństwo i potomstwo
W niecały rok po objęciu rządów w księstwie legnickim, 11 listopada 1560, na zamku w Legnicy Henryk XI pojął za żonę Zofię Hohenzollern, córkę margrabiego Ansbach i księcia karniowskiego Jerzego Hohenzollerna (syna Fryderyka Starszego i Zofii Jagiellonki) oraz Emilii Wettyn (córki księcia saskiego Henryka V Pobożnego). Ich pożycie nie układało się zawsze dobrze. Między małżonkami często dochodziło do ostrych kłótni i zwad (nierzadko na oczach całego dworu), najczęściej z powodu skłonności Piasta do towarzystwa innych kobiet. Zofia Hohenzollern zmarła 12 lutego 1587.
Z małżeństwa z nią Henryk XI doczekał się czterech córek i dwóch synów. Starszy syn przyszedł na świat w styczniu 1565 prawdopodobnie martwy, zaś młodszy, Jerzy Fryderyk, przeżył zaledwie trzy miesiące. Krótki był też żywot najmłodszej córki, Sabiny Barbary, która zmarła rok po narodzinach. Pozostałe trzy córki przeżyły ojca. Najstarsza, Katarzyna Zofia, w lutym 1587 poślubiła palatyna Zweibrücken-Vohenstrauss-Parkstein Fryderyka Wittelsbacha. Z tego związku narodziło się troje dzieci, lecz wszystkie zmarły w dzieciństwie. Natomiast Anna Maria i Emilia do końca życia pozostały w stanie panieńskim. Na przeszkodzie do zawarcia przez nie związków małżeńskich najpierw stanął brak środków na posagi, a kiedy ich kuzyn, książę brzeski Joachim Fryderyk, ufundował im je, obydwie były już w wieku trzydziestu pięciu lat, toteż nie znaleźli się już odpowiedni kandydaci do ich rąk.

## Genealogia
| Fryderyk II legnicki ur. 12 II 1480 zm. 17 IX 1547 | Fryderyk II legnicki ur. 12 II 1480 zm. 17 IX 1547 |                                                      |                                                      | Zofia brandenburska 1) ur. 10 III 1485 zm. 24 V 1537 | Zofia brandenburska 1) ur. 10 III 1485 zm. 24 V 1537 |  |  | Henryk V meklemburski ur. 3 V 1479 zm. 6 II 1552 | Henryk V meklemburski ur. 3 V 1479 zm. 6 II 1552 |                                                      |                                                      | Helena bawarska ur. 9 II 1493 zm. 16 VI 1524 | Helena bawarska ur. 9 II 1493 zm. 16 VI 1524 |
|                                                    |                                                    |                                                      |                                                      |                                                      |                                                      |  |  |                                                  |                                                  |                                                      |                                                      |                                              |                                              |
|                                                    |                                                    |                                                      |                                                      |                                                      |                                                      |  |  |                                                  |                                                  |                                                      |                                                      |                                              |                                              |
|                                                    |                                                    | Fryderyk III legnicki ur. 22 II 1520 zm. 15 XII 1570 | Fryderyk III legnicki ur. 22 II 1520 zm. 15 XII 1570 |                                                      |                                                      |  |  |                                                  |                                                  | Katarzyna meklemburska ur. 14 IV 1518 zm. 17 XI 1581 | Katarzyna meklemburska ur. 14 IV 1518 zm. 17 XI 1581 |                                              |                                              |
|                                                    |                                                    |                                                      |                                                      |                                                      |                                                      |  |  |                                                  |                                                  |                                                      |                                                      |                                              |                                              |
|                                                    |                                                    |                                                      |                                                      |                                                      |                                                      |  |  |                                                  |                                                  |                                                      |                                                      |                                              |                                              |
|                                                    |                                                    |                                                      |                                                      |                                                      |                                                      |  |  |                                                  |                                                  |                                                      |                                                      |                                              |                                              |

|                                                         |                                                         | Zofia Hohenzollern 2) ur. 23 III 1535 zm. 12 II 1587 OO 11 XI 1560 | Zofia Hohenzollern 2) ur. 23 III 1535 zm. 12 II 1587 OO 11 XI 1560 | Henryk XI ur. 23 II 1539 zm. 3 III 1588        | Henryk XI ur. 23 II 1539 zm. 3 III 1588        |                                                          |                                                          |                                                       |                                                       |
|                                                         |                                                         |                                                                    |                                                                    |                                                |                                                |                                                          |                                                          |                                                       |                                                       |
|                                                         |                                                         |                                                                    |                                                                    |                                                |                                                |                                                          |                                                          |                                                       |                                                       |
|                                                         |                                                         |                                                                    |                                                                    |                                                |                                                |                                                          |                                                          |                                                       |                                                       |
| Katarzyna Zofia Piastówna ur. 7 VIII 1561 zm. 10 V 1608 | Katarzyna Zofia Piastówna ur. 7 VIII 1561 zm. 10 V 1608 | Anna Maria Piastówna ur. 1 I 1563 zm. 28 II 1620                   | Anna Maria Piastówna ur. 1 I 1563 zm. 28 II 1620                   | Emilia Piastówna ur. 26 XII 1563 zm. 9 XI 1618 | Emilia Piastówna ur. 26 XII 1563 zm. 9 XI 1618 | Jerzy Fryderyk Piastowicz ur. 11 IX 1565 zm. 14 XII 1565 | Jerzy Fryderyk Piastowicz ur. 11 IX 1565 zm. 14 XII 1565 | Sabina Barbara Piastówna ur. 19 I 1571 zm. 14 II 1572 | Sabina Barbara Piastówna ur. 19 I 1571 zm. 14 II 1572 |

| 1. córka Fryderyka Starszego i Zofii Jagiellonki 2. córka Jerzego Hohenzollerna, syna Fryderyka Starszego i Zofii Jagiellonki |